# Partito Socialista Rivoluzionario Somalo
Il Partito Socialista Rivoluzionario Somalo (in somalo Xisbiga Hantiwadaagga Kacaanka Soomaaliyeed, XHKS, in arabo الحزب الاشتراكي الثوري الصومالي‎?) è stato un partito politico che governò la Somalia dal 1976 al 1991.

## Storia
Il Partito Socialista Rivoluzionario Somalo venne fondato da Siad Barre sotto la volontà pressante dell'Unione Sovietica. Il congresso di fondazione del partito, tenutosi nel giugno del 1976, elesse un Comitato centrale con Barre come segretario generale. Venne costituito inoltre un politburo composto da 5 membri: Barre, il generale di corpo d'armata Muhammad Ali Samatar (il vicepresidente), il maggior generale Husseen Kulmiye (il secondo vicepresidente) e i generali di brigata Ahmad Sulaymaan Abdullah e Ismail Ali Abukor (quest'ultimo successivamente rimpiazzato dal generale di brigata Ahmad Mahamuud Faarah). Nel partito erano presenti anche illustri esponenti del socialismo come Abdulrahman Aidiid, Mohamed F. Weyrah (un ben noto economista socialista) e Abukar Sh. M Hussien.

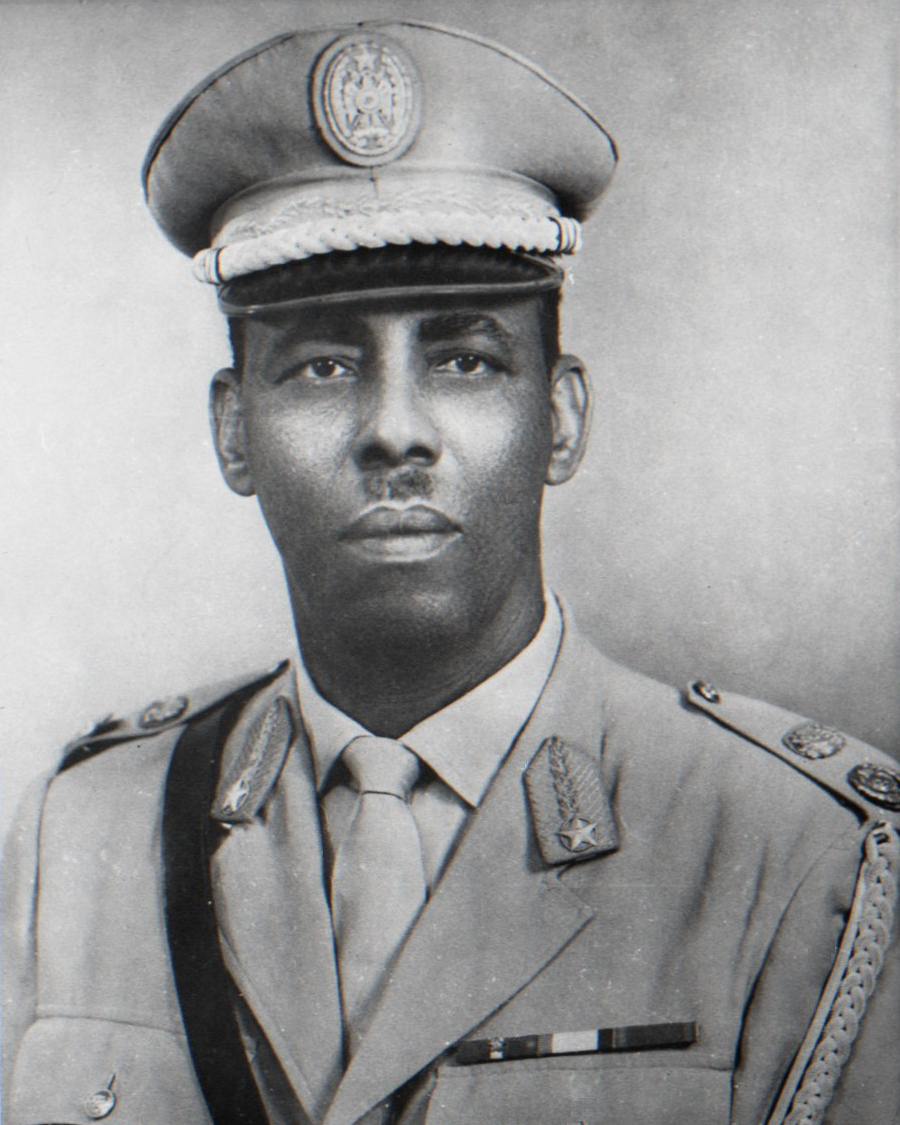
Siad Barre

Per un breve periodo il partito sviluppò relazioni con diversi partiti comunisti stranieri, tra cui il Partito Comunista dell'Unione Sovietica e il Partito Socialista Unificato di Germania; il PCUS infatti diede inizio a un programma d'assistenza per le scuole del partito. Dopo la rottura con gli stati socialisti nel 1977 (dovuta al sostegno dato dall'Unione Sovietica e da Cuba all'Etiopia nella guerra dell'Ogaden) alcuni membri del partito daranno vita a gruppi autonomi.
Un rapporto privilegiato fu quello stretto con il Partito Socialista Italiano di Bettino Craxi. Un primo incontro interlocutorio si tenne nel dicembre 1978, quando, su invito dell'organizzazione giovanile del PSRS, allora guidata da Osman Roble, il dipartimento cultura del PSI inviò a Mogadiscio una delegazione composta da Claudio Martelli, Paolo Flores d'Arcais e Giovanni Minoli. Successivamente, il PSI patrocinò la candidatura del PSRS all'Internazionale Socialista e promosse l'erogazione di cospicui finanziamenti pubblici da destinare alla cooperazione allo sviluppo; a tal fine, fu istituita una camera di commercio italo-somala, con presidente Giampaolo Pillitteri, al contempo nominato console onorario in Somalia. Le relazioni con il PSI furono curate, da parte somala, dal colonnello Omar Haji Massale, vicesegretario del PSRS, da Warsame Indhoole e dallo stesso Barre. Successivamente, Alì Ashi Dorre, presidente della camera di commercio di Mogadiscio e coniuge di una delle figlie del generale Aidid, citerà in giudizio Pillitteri e lo stesso Craxi, i quali, a suo dire, non avrebbero rispettato gli accordi presi al momento della costituzione della camera di commercio non avendo provveduto a corrispondere la percentuale pattuita sugli affari conclusi. Il giudice civile rigettò la domanda, ma trasmise gli atti alla procura della Repubblica presso il tribunale di Milano.
Nel 1981 le fazioni dissidenti costituiranno il Fronte Democratico per la Salvezza della Somalia.
Quando nel 1991 il regime di Barre cadde il partito venne sciolto. Nello stesso anno alcuni fedeli di Barre formarono il Fronte Nazionale Somalo.

## Ideologia e organizzazione
Il Partito Socialista Rivoluzionario Somalo era un partito marxista-leninista, ma inglobava nella sua ideologia anche alcuni aspetti dell'Islam e del pansomalismo.
Il partito si proponeva come forza politica in grado di superare le vecchie divisioni fra tribù, ma nella realtà il potere era detenuto da solo tre di esse. In più il partito creò la Baadhista xisbiga, un organo di intelligence che lavorava parallelamente all'intelligence statale e ai gruppi paramilitari. Nel novembre del 1986, durante il terzo congresso del partito, il Comitato centrale subì un grosso rimpasto.

## Ruolo occupato nel governo del Paese
L'articolo 7 della costituzione somala del 1979 chiarisce il ruolo che il Partito occupava nel governo della Somalia:
1. Il Partito Socialista Rivoluzionario Somalo è l'unico partito legale nella Repubblica Democratica Somala; nessun altro partito od organizzazione politica può essere costituita.
2. Il Partito Socialista Rivoluzionario Somalo detiene l'autorità suprema di guida politica e socio-economica nella Repubblica Democratica Somala.»